# Neopachylus imaguirei
Neopachylus imaguirei is een hooiwagen uit de familie Gonyleptidae.